# Gran Teatro de Shanghái

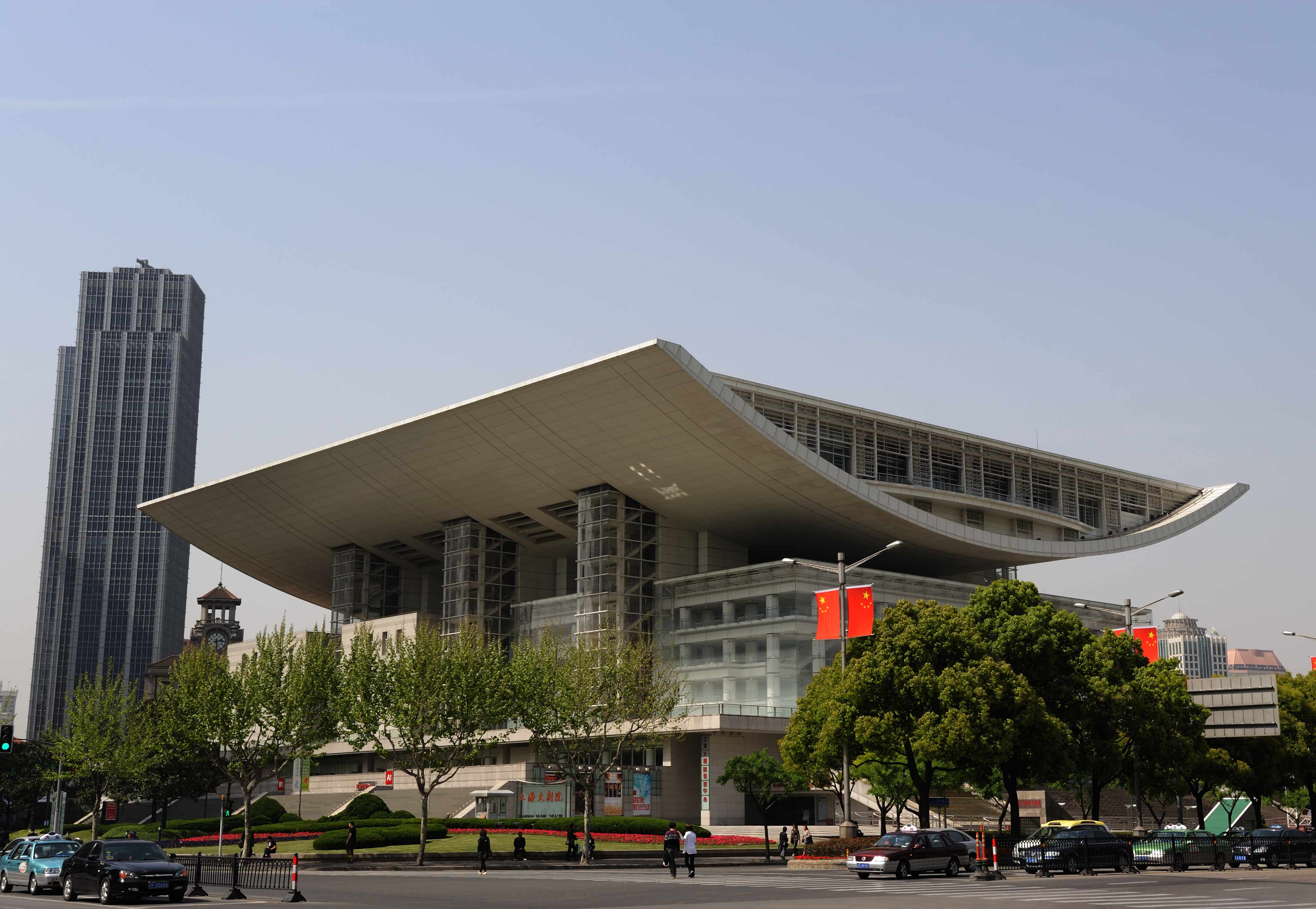

El Gran Teatro de Shanghái (上海大剧院) es un complejo situado en la intersección de Central Boulevard y Huangpi Road South, en la parte norte de la Plaza del Pueblo, en el distrito Huangpu de Shanghái. El edificio, que cubre 2.1 ha, con una superficie total de construcción de 64 000 m2 y una altura total de 40 m repartidos en 10 pisos, alberga la Ópera de Shanghái y otras compañías escénicas. 
Diseñado por el arquitecto francés Jean-Marie Charpentier en colaboración con el Instituto de Diseño Arquitectónico del Este de China, fue inaugurado en el 27 de agosto de 1998 y en él, se han representado óperas, musicales, ballets, conciertos sinfónicos, música de cámara y óperas chinas.
Alberga tres teatros, de diferentes tamaños, que se caracterizan:
- Auditorio: decorado con colores cálidos en tonos dorados y carmesís. Se destina principalmente a representaciones a gran escala, como óperas, sinfonías, ballets, obras de teatro... Cubre un área de 1000 m2 y 19.5 m de altura, está dividido en tres niveles gradas, con un total de 1631 asientos.
- Teatro Buick: principalmente con tonalidades de madera de nogal, está situado en el lado oeste de la primera planta. En él se celebran conciertos de cámara y obras de teatro de pequeño y mediano formato, además de actuaciones benéficas públicas y actividades de educación artística. Cuenta con un total de 575 asientos en dos niveles de gradas.
- Studio Theater: el más reducido de los tres, se encuentra en la quinta planta, es un "teatro de caja negra" con el gris oscuro como color principal. Presenta principalmente pequeñas obras de experimentación y moda. El área de actuación es de 140 m2, y en el graderío, 220 butacas fijas y 80 móviles.

Además posee una serie de instalaciones adicionales como un centro de venta de entradas, una sala de ensayo de ballet, sala de ensayo de bandas, sala VIP, sala de exposiciones, una tienda, cafetería, sala de banquetes y otras instalaciones auxiliares como el estacionamiento.